# نام و نشان
نام و نشان مستندی به کارگردانی، تهیه‌کنندگی و نویسندگی مهدی جعفری، محصول سال ۱۳۹۵ است.

## خلاصه داستان
نگاهی به روش‌های نوین ژنتیکی تشخیص هویت شهدای گمنام.

## معرفی اجمالی
این فیلم دو روایت موازی اما مرتبط را یدک می‌کشد که در روایت اول مسیرِ علمی شناسایی هویت پیکرِ بی نام و نشان شهدا را شاهد هستیم که به گونه‌ای کاملاً حساب شده و علمی فرایند شناسایی را به تصویر می‌کشد و در روایت دوم حس و حال حاکم بر خانواده‌ها و تأثیر عمیق شناختن هویت شهدای گمنام برای خانواده‌های آنهاست که مخاطب را با خود درگیر می‌کند. فیلم مستند نام و نشان بدون آنکه بخواهد با درشت نمایی و بزرگنمایی حرف بزند، به خوبی و با صمیمیت خاصی هدف خود را دنبال می‌کند.

## عوامل تولید
تهیه شده در انجمن سینمای انقلاب و دفاع مقدس

| سمت               | مسئول                      |
| ----------------- | -------------------------- |
| پژوهشگر           | مهدی جعفری و مهین عباس‌زاده |
| دستیار کارگردان   | مرتضی موحدی                |
| تصویربردار        | وحید ابراهیمی و مهدی جعفری |
| صدابردار          | جعفر خوشخو                 |
| صداگذار           | حسین قورچیان               |
| تدوینگر           | محمد نجاریان داریان        |
| نویسنده گفتار متن | مهدی جعفری                 |
| گوینده متن        | مصطفی زمانی                |
| مدیر تولید        | مهین عباس‌زاده              |
| عکاس              | وحید ابراهیمی              |
| تهیه‌کننده         | مهدی جعفری                 |